# 밀란 바비치
밀란 바비치(세르비아어: Милан Бабић, 1956년 2월 25일~2006년 3월 5일)는 세르브계 크로아티아인 정치인이자 전범으로, 크로아티아 독립 전쟁 기간 크로아티아로부터 분리 독립을 선포한 세르브인 주도의 자칭 세르비아 크라이나 공화국(RSK)의 초대 대통령과 총리직을 역임했다.
전후 2004년 구유고슬라비아 국제형사재판소(ICTY)에 전쟁 범죄 혐의로 기소되었으며, 같은 전쟁 범죄로 기소된 피고인들 중 바비치가 최초로 유죄를 인정하고 검찰과 형량 협상에 들어간 후 징역 13년형을 선고받았다. 바비치는 공개 성명을 통해 "수치심과 후회"를 느끼고 있으며 자신의 형량 협상은 세르브계 크로아티아인의 집단적 수치심을 덜기 위해서라고 선언하고 "크로아티아 형제들이 세르비아 형제들을 용서해 줄 것"을 부탁했다.
2004년 유죄를 선고받은 바비치는 2006년 3월 헤이그의 감옥에서 자살로 추정되는 시신으로 발견되었다.

## 생애

### 어린 시절
보조 바비치의 아들인 밀란 바비치는 1956년 유고슬라비아 사회주의 연방공화국 크로아티아 SR 브를리카 도시 인근의 쿠카르라는 마을에서 태어났다. 1981년에는 베오그라드 대학교 치과대학을 졸업하고 구강내과의에 취업했다. 1989년에는 크로아티아 서남부의 세르브인이 대다수 거주하는 크닌의 의료센터장이 되었다. 1990년 유고슬라비아가 해체되기 시작하며 정계에 입문한 바비치는 1990년 2월 17일 크로아티아 공산주의자 동맹을 탈당하고 새로 창당된 세르비아 국민주의 정당인 세르브인 민주당에 입당했다. 얼마 지나지 않아 바비치는 크닌 시의회의 의장으로 선출되었다. 당시 세르브계는 크로아티아 인구의 12.2%를 차지했으며, 크로아티아-보스니아 국경의 "크라이나"라고 알려진 지역에 다수 거주하고 있었다. 1990년 프라뇨 투지만이 크로아티아의 대통령에 당선되고 독립 움직임을 보이자 슬로보단 밀로셰비치의 유고슬라비아 인민군(JNA)과 세르비아 사회주의 공화국(SR 세르비아)의 정치적, 군사적 지원을 받은 소수 민족인 세르브인이 강력하게 반발했다. 이후 크라이나의 세르브계 민족주의자는 크로아티아 독립 반대 운동을 조정하기 위한 세르비아 민족의회를 수립했고 이 의장에 바비치가 선출되었다.

### 크로아티아 독립 전쟁 시기

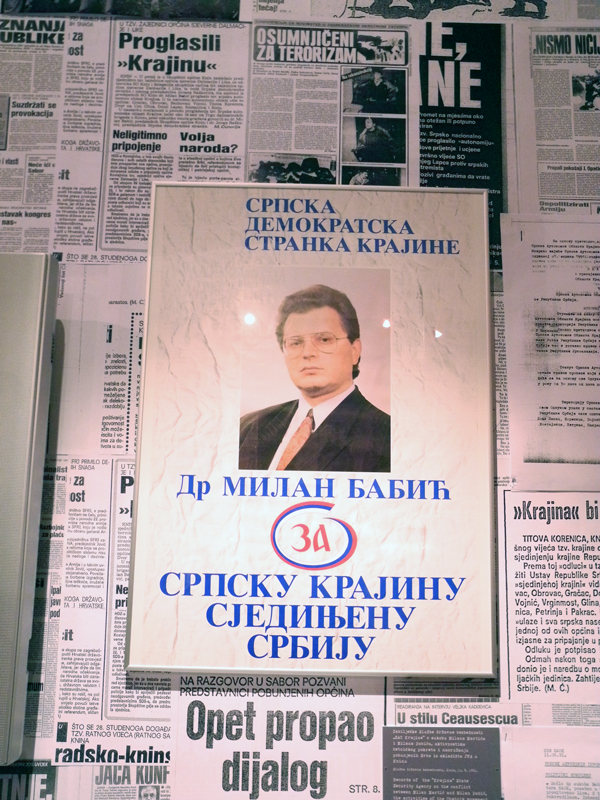
세르비아 크라이나 공화국 첫 대선에서 밀란 바비치의 포스터

세르브인은 곧 독립한 크로아티아에서 남기를 거부했다. 투지만이 당선된 후 크로아티아에서 최초의 민주헌법이 제정되었고, 이 헌법에 따라 세르브인은 크로아티아 내 소수민족으로 강등되었다.
1990년 9월, 크라이나의 지역 유권자들에게 세르브계 크로아티아인의 "주권과 자치"에 대해 동의를 묻는 국민투표가 실시되었고, 99.7%의 찬성으로 통과되었다. 크로아티아 정부는 이 국민투표를 무효라고 선언했다. 크닌에 있는 바비치 정부는 1990년 12월 21일 세르브인 자치주인 크라이나 세르브인 자치주(SAO 크라이나)의 수립을 선언했고, 1991년 4월 1일에는 크로아티아에서 분리독립하여 세르비아에 합류하겠다고 선언했다. 크로아티아 동부의 세르브인 다수 거주 지역에서도 속속 세르브인 자치주 수립을 선언했다.
바비치는 4월 30일 SAO 행정각료회의 의장으로 선출되었고, 이후 세르브인 크라이나 의회에서 내무부 장관이자 국방부 장관으로 선출되었다. 이 직책을 받은 바비치는 무장 민병대를 조직하여 크로아티아 남부 해안지대인 달마티아고원 지역을 다른 지역과 분리하기 위해 해당 지역에 도로 차단선과 검문소를 여럿 설치했다. 6월 25일 크로아티아가 독립을 선포한 직후 크라이나의 세르브인과 크로아티아 보안국 요원 간 충돌이 발생해 수십 명이 사망했다.
1991년 8월경 바비치는 훗날 전범 검찰이 "공동범죄집단"이라고 말하는 전쟁범죄의 당사자가 되어 자신이 통제하는 영토 안에서 세르브인이 아닌 주민을 강제로 영구 이주시키고 이 지역을 세르브인이 지배하는 새 국가에 편입시키겠다는 목표를 세웠다. 검찰에 따르면 슬로보단 밀로셰비치와 밀란 마르티치, 세르브인 준군사 지휘관인 보이슬라브 셰셸, 당시 크로아티아 주둔 JNA군 사령관이었던 라트코 믈라디치 등을 비롯한 유고슬라비아군 지휘관이 주요 공범으로 지목되었다. 이들 모두 전쟁 범죄 혐의로 기소되었고 일부는 유죄를 받았다. 전범 재판에서 바비치가 증언한 바에 따르면 1991년 여름 밀로셰비치의 지휘 아래 세르비아 비밀경찰이 "국가안보국과 크라이나 경찰, 세르비아 국가안보국의 지휘를 받는 부대의 평행구조"를 구축했다. 세르브인은 크로아티아의 1/3에 달하는 넓은 영토를 점령하고 비세르브계 주민을 학살하거나 인종 청소하는 전면전이 시작되었다. 대부분의 전투는 1991년 8월에서 12월 사이에 일어났다. 동슬라보니아에서 일어난 전투로 수천명이 더 사망하고 추방되었으나 분쟁의 주범은 유고 인민군이었다.
국제사회는 1991년 11월 유엔 특사 사이러스 밴스가 제안한 평화안을 통해 분쟁 해결을 시작했고 이 계획에 따라 크라이나를 비무장화고 대신 유엔 보호군의 보호를 받은 채로 향후 미래에 관한 정치회담이 진행되었다. 바비치는 이에 강력하게 반대하며 1991년 12월 19일 세르비아 크라이나 공화국(RSK)로 국명을 변경했다.(이후 1992년 2월 크로아티아 동부의 세르브인 점령지역도 흡수) 바비치는 크라이나 세르브인 의회에 밴스 계획을 거부해야 한다고 주장했다. 하지만 밀로셰비치는 크로아티아에서 전략적 목표가 거의 다 달성되었으며, 보스니아 헤르체고비나에서 임박한 전쟁을 위해 유고 인민군이 필요하다는 입장을 고수했다. 바비치는 이에 반대했으나 1992년 2월 16일 세르비아 크라이나 공화국 의회에 밴스 계획이 통과되었다. 1992년 2월 26일 밀로셰비치는 바비치를 축출하기 위해 자신을 "슬로보단 밀로셰비치의 메신저일 뿐"이라고 말했을 정도의 고란 하지치를 내세웠다.
바비치는 대통령 사임 이후에도 외무장관으로 크라이나 공화국 정계에 계속 남아있었으나 입지는 매우 크게 약화되었다. 바비치는 베오그라드에서 세르비아 비밀경찰을 통해 크라이나의 정책을 좌지우지했다고 말했지만 밀로셰비치는 나중에 바비치가 "두려움 때문에" 말을 지어냈다고 이를 부인했다.
1992년 7월 3일 《워싱턴 포스트》지는 밀란 바비치의 보좌관들이 "경쟁 지도자 경호원의 공격으로 총에 맞았으며 '목숨을 걸고 싸우고 있다'"라고 보도했다. 1993년 12월 12일에는 총선이 열렸고 1994년 1월 23일에는 2차 대통령 선거가 열렸다. 마르티치는 1차 투표에서는 바비치보다 54,000표를 덜 받았으나 2차 투표에서 104,234표를 얻어 승리했다.
1995년 7월에서 8월 사이 세르브계 보스니아의 군사가 붕괴되면서 바비치는 세르비아 크라이나 공화국의 총리직에 취임했으나 총리직은 단 몇 주 동안만 유지되었다. 1995년 8월 초 크로아티아는 크라이나 전 지역을 탈환하기 위한 작전인 폭풍 작전을 개시했다. 바비치는 크라이나 공화국 지도부 전체와 세르브인 난민 20만명과 함께 세르비아 방면으로 망명했다. 바비치는 보이보디나 부근의 양계장으로 은퇴했다고 알려졌다.

### 재판과 형량 협상

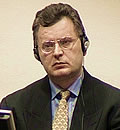
재판을 받는 밀란 바비치의 모습

2002년 바비치는 슬로보단 밀로셰비치의 양형 협상의 일환으로 예기치 않게 밀로셰비치가 크로아티아의 전쟁에 직접 관여했다고 ICTY에 직접 증언하는 증인으로 출석했다. 하지만 이듬해 11월 바비치는 5건의 인도에 반한 범죄와 전시국제법 위반 혐의로 기소되었다. 처음에는 바비치가 유죄를 인정하지 않았으나, 2004년 1월 27일 ICTY 검찰과의 유죄 협상을 통해 인도에 반한 범죄 1건에 대해 유죄를 인정하고 나머지는 기각했다. 바비치는 공개 성명에서 "수치심과 후회"를 느끼고 있으며 자신의 형량 협상은 세르브계 크로아티아인의 집단적 수치심을 덜기 위해서라고 선언하고 "크로아티아 형제들이 세르비아 형제들을 용서해 줄 것"을 부탁했다. 인도에 반한 범죄인 민간인 박해 혐의에 대해 바비치가 자백하면서 바비치가 사망하기 전까지 크로아티아 전쟁에 가담한 사람 중 유일하게 자신의 유죄를 인정하며 ICTY 검찰에게 큰 승리를 안겨주었다. 바비치의 증언은 검찰이 밀로셰비치가 크로아티아의 "공동범죄집단"의 주범이라는 주장을 강화하는 데 도움을 주었다.
바비치는 자신의 재판에서 밀로셰비치를 기소하는 데 사용했던 증언을 그대로 했다. 또한 역으로 밀로셰비치도 바비치의 재판에서 증언으로 공격했다. 한 사건에서는 밀로셰비치가 바비치를 "바보", "평범한 쓰래기", "투지만의 트럼프 카드" 등으로 지칭한 자신의 도청전화 녹취록을 사용해 자신이 바비치를 지지했다는 사실을 부인했다.
2004년 6월 바비치의 선고일에 법원은 검찰의 11년 징역형 구형을 거부하고 징역 13년형을 선고했다. 법원은 바비치가 검찰이 제기한 것보다는 더 많은 책임이 있다고 판단했으나 자발적으로 자수하고 유죄를 인정한 점을 참작했다. 법원은 "바비치는 주동자는 아니었으나 ... 권력을 잡고 있기를 선택했고 박해에 상당한 지원을 제공했다"고 말했다. 이후 바비치는 영국의 비밀스러운 한 장소로 이송되어 복역했는데 이는 법원의 전례 없는 조치였다. 이 때문에 바비치가 다른 피고인들에게 증언을 해 주는 대가로 특혜를 받았다는 의혹이 제기되었다. 바비치가 수감된 위치를 공개하지 않은 공식적인 이유는 바비치가 불리한 증언을 한 사람으로부터 신변의 위협을 받아 안전을 지키기 위해서라고 법원이 밝혔다.
바비치가 헤이그 재판에서 크로아티아 전쟁의 전쟁 범죄 혐의로 고발한 동료 세르브인 지도자 및 지휘관으로는 슬로보단 밀로셰비치, 밀란 마르티치, 요비차 스타니시치, 프란코 시마토비치, 몸칠로 크라이슈니크 등이 있다.

## 사망
밀란 바비치는 2006년 3월 5일 네덜란드 헤이그에 있는 ICTY 구치소에서 분리 독립을 선언했던 세르비아 크라이나 공화국의 전 지도자 밀란 마르티치에 대한 증언을 하기 위해 재판에 참석하던 도중 자살로 추정되는 시신으로 발견되었다. 《뉴욕 타임스》는 바비치가 "자신의 가죽 벨트를 이용해 목을 매 자살했다"고 보도했다.
세르비아 급진당의 지도자이자 동료 수감자인 보이슬라브 셰셸은 "자신의 삶이 비참해진 것"이 바비치 자살의 이유라고 말했다. 셰셸은 처음에 ICTY 검찰이 바비치에게 동료 세르브인에 대한 증언에 대해 동의하면 기소하지 않겠다고 말했다고 주장했다.

## 같이 보기
- 밀란 마르티치 재판